# Convivium Musicum (Görlitz)
Das Convivium Musicum war der erste Musikverein in Görlitz. Er wurde im Jahr 1570 von Bartholomäus Scultetus wiedergegründet, Max Gondolatsch interpretierte aus der frühesten Notiz über das Convivium unmissverständlich die Gründung im Jahr 1570. Die mögliche Vorgeschichte des Conviviums ist unbekannt. Mitglieder des Vereins waren hochrangige Politiker, Rektoren, Ärzte und Pastoren. Die im Verein vorhandenen Calvinistischen Ideen hatten im Jahr 1592 wegen ihrer Verbreitung in Görlitz eine Anklage vom kaiserlichen Hof in Wien zur Folge. Der Verein bestand bis mindestens 1612.
Das musikalische Programm bestand zum größten Teil aus den Gesängen Jakob Händls, wie aus Martin Mylius’ Aufzeichnungen hervorgeht. Die Zusammenkünfte fanden wohl monatlich statt. Auch Frauen befanden sich bisweilen unter den Teilnehmern. Neben dem Singen wurde auch miteinander gegessen, getrunken und gesprochen. Zu den Themeninhalten zählten freie religiöse Gesinnungen, inspiriert von Caspar Schwenkfeld und Philip Melanchthon.
Von August 1585 bis 1586 wurde das Vereinsleben wegen der Pest unterbrochen, danach aber unverändert fortgeführt.
Aus einer Widmung des Christoph Demantius „an ‚12 Direktoren der Musicalischen Versamblung zu Görlitz in Ober-Laußnitz‘“ im Jahr 1613 gehen zwölf Mitglieder des Conviviums hervor, die offenbar als Direktoren gewirkt haben. Auch ist sie ein Beweis für das Bestehen der Vereinigung bis ins Jahr 1612.

## Mitglieder
- Bartholomäus Scultetus, Bürgermeister
- Gregor Richter, Diakon
- Johannes Hachelberg, Diakon
- Elias Dietrich, Großvater seines gleichnamigen Enkelsohns
- Martin Mylius
- Friedrich Papa
- Gregor Hauff
- Joachim Schmidt, Bürgermeister
- Friedrich Hildreich
- Peter Bayer
- Zacharias Richter
- Gregor Rhon, Kantor
- Abraham Schwalm, Arzt
- Bartholomäus Sustelius, Arzt
- Thomas Fritsch, Arzt
- Johann Knofelius, Komponist
- Sebastian Hoffmann, Bürgermeister
- Melchior Steinberg, Bürgermeister
- Bartholomäus Jacobi, Bürgermeister
- Valentin Ritter (Sohn seines gleichnamigen Vaters), angesehener Bürger
- Bartholomäus Schwalbe, der Jüngere; Ältester der Tuchmacher
- Gregor Eichler, Diakon
- Victorin Glück
- Johannes Glück junior, Bürgermeister
- Gregor Günther
- Gregorius Lautenista
- Christoph Hanisius, Ratsherr
- David Ramler, Bürgermeister
- Georg Rösler, Bürgermeister
- M. Kisling

## Direktoren
- Caspar Dornavius
- Michael Ficenus
- Georg Hausdorf
- Elias Küchler
- Johann Rambau
- Lukas Rühel
- Anton Schmid von Schmiedebach
- Gregor Schön
- Christian Theophil
- Franz Wendler

## Gäste
- Andreas Altmann
- Magnus Bartolinus
- Matthäus Berger
- Abraham Böhm
- Georg Brambst
- Andreas Brettel
- Gottfried Buchholzner
- Michael Büttner
- Gregor Eichler
- Michael Ender
- Joachim Feuerbach
- Paul Fiedler
- Joachim Frenzel (Sohn Peter Frenzels)
- Thomas Fritsch
- Joachim Glich von Milziz
- Georg Günther
- Georg Hildreich
- Georg Hildreich Junior
- Jungenickel
- Gregor Krengel
- Blasius Kühn
- Martin Leisentritt
- Heinrich Pflüger
- Paul Popilius
- Servatius Rademann
- Zacharias Richter
- Peter Ritter (Bruder des Bürgermeisters Valentin)
- David Röber
- Elias Röber
- Peter Rücker
- Kaspar Rupertus
- Sebastian Scorler
- Georg Schmid von Schmiedebach
- Martin Schmidt
- Tobias Schnitter
- Jakob Schön
- Vincent Schön
- Bartholomäus Schwalbe, der Ältere
- Justus Titius
- Blasius Zender

## Auswärtige Gäste
- Elias Andreae (Halensis)
- Christoph Düring
- Engelmann (Vorname unbekannt)
- Paul Friese
- Sigismund von Gersdorf
- Gregorius Pastore Soraviense
- Johann Kreuther
- Gottfried und Siegfried von Liedlau
- Johann Pastorin Jauernick
- Bartholomäus Prätorius (Vogt)
- Bartholomäus Scheffer
- Michael Wiesner
- Laurentius Widemann